# Eungdaphara 1988
Eungdaphara 1988 (hangeul: 응답하라 1988, lett. Rispondi 1988; titolo internazionale Reply 1988, conosciuta anche come Answer Me 1988) è una serie televisiva sudcoreana con protagonisti Lee Hye-ri, Park Bo-gum, Go Kyung-pyo, Ryu Jun-yeol e Lee Dong-hwi. Ambientata nell'anno 1988, ruota intorno a cinque amici e alle loro famiglie che vivono nello stesso quartiere di Ssangmun-dong, distretto di Dobong, nel nord di Seul. È stata trasmessa su tvN dal 6 novembre 2015 al 16 gennaio 2016.
Si tratta del terzo capitolo del ciclo Eungdaphara (응답하라?, EungdapharaLR) (o Reply), dopo Eungdaphara 1997 e Eungdaphara 1994. Ricevette il plauso sia della critica che del pubblico, raggiungendo all'episodio finale uno share del 18,8%, il più alto mai ottenuto da un drama trasmesso su una rete via cavo.

## Trama
Ambientata nel 1988, la serie segue la storia di cinque famiglie residenti a Ssangmun-dong, Dobong-gu, Seul. Quella di Deok-sun è povera e suo padre ha perso del denaro garantendo per un debito altrui; ciononostante, Deok-sun è una ragazza dalla personalità allegra, ama cantare e ballare, e litiga sempre con sua sorella maggiore. Jung-hwan e i suoi sono diventati ricchi all'improvviso, mentre Sun-woo è stato cresciuto con molti sacrifici da sua madre insieme alla sorellina dopo la morte del loro padre. Al contrario di Sun-woo, che è uno studente modello, Dong-ryong ha dei pessimi voti e rinuncia ad andare all'università, preferendo ballare e divertirsi con i suoi amici. Il quintetto, che si conosce sin dall'infanzia, è completato da Taek, un giocatore di baduk che ha lasciato la scuola.

## Personaggi
- Sung Deok-sun/Sung Soo-yeon, interpretata da Lee Hye-ri e Lee Mi-yeon (da adulta)
- Choi Taek, interpretato da Park Bo-gum e Kim Joo-hyuk (da adulto)
- Sung Sun-woo, interpretato da Go Kyung-pyo
- Kim Jung-hwan, interpretato da Ryu Jun-yeol
- Ryu Dong-ryong, interpretato da Lee Dong-hwi

### Personaggi secondari
- Sung Dong-il, interpretato da Sung Dong-il
- Lee Il-hwa, interpretata da Lee Il-hwa
- Sung Bo-ra, interpretata da Ryu Hye-young e Jeon Mi-seon (da adulta)
- Sung No-eul, interpretato da Choi Sung-won e Woo Hyeon (da adulto)
- Kim Sung-kyun, interpretato da Kim Sung-kyun
- Ra Mi-ran, interpretata da Ra Mi-ran
- Kim Jung-bong, interpretato da Ahn Jae-hong
- Kim Sun-young, interpretata da Kim Sun-young
- Sung Jin-joo, interpretata da Kim Seol
- Choi Moo-sung, interpretato da Choi Moo-sung
- Ryu Jae-myung, interpretato da Yoo Jae-myung
- Jang Mi-ok, interpretata da Lee Min-ji
- Wang Ja-hyun, interpretata da Lee Se-young
- Fratello maggiore di Sun-young, interpretato da Song Young-kyu
- Direttore della Korea Baduk Association, interpretato da Yong Young-jae

## Episodi
| Episodio | Data di trasmissione | Titolo | Dati AGB | Dati TNmS |
| -------- | -------------------- | --- | -------- | --------- |
| 1        | 6 novembre 2015      | Son-e sonjapgo (손에 손잡고?, Mano nella manoLR)                                                                         | 6,1%     | 6,5%      |
| 2        | 7 novembre 2015      | Dangsin-i na-e daehae jakgakhaneun han gaji (당신이 나에 대해 착각하는 한 가지?, L'unica cosa che hai frainteso di meLR) | 6,8%     | 6,7%      |
| 3        | 13 novembre 2015     | Yujeonmujoe mujeon-yujo (유전무죄 무전유죄?, Non colpevole se sei ricco, colpevole se sei poveroLR)                      | 7,8%     | 8,6%      |
| 4        | 14 novembre 2015     | Can't help ~ing (?, Non posso farci niente ~ingLR)                                                                       | 8,3%     | 8,0%      |
| 5        | 20 novembre 2015     | Woldongjunbi (월동준비?, Pronti per l'invernoLR)                                                                         | 10,1%    | 9,6%      |
| 6        | 21 novembre 2015     | Cheot nun-i ondagu-yo (첫 눈이 온다구요?, La prima neve sta arrivandoLR)                                                 | 9,3%     | 8,8%      |
| 7        | 27 novembre 2015     | Geudae-e-ge (그대에게?, A teLR)                                                                                          | 11,0%    | 10,2%     |
| 8        | 28 novembre 2015     | Ttatteuthan mal hanmadi (따뜻한 말 한마디?, Una parola caldaLR)                                                          | 11,3%    | 10,7%     |
| 9        | 4 dicembre 2015      | Son-eul neomneundaneun geot (선을 넘는다는 것?, Superare la lineaLR)                                                     | 11,6%    | 10,2%     |
| 10       | 5 dicembre 2015      | Memory (?, MemoriaLR) | 13,4%    | 12,5%     |
| 11       | 11 dicembre 2015     | Se gaji ye-eon (세 가지 예언?, Tre diverse profezieLR)                                                                   | 12,2%    | 12,3%     |
| 12       | 12 dicembre 2015     | Nugungareul saranhandaneun geos-eun (누군가를 사랑한다는 것은?, Amare qualcuno significaLR)                              | 13,1%    | 11,8%     |
| 13       | 18 dicembre 2015     | Superman-i dor-a-watda (슈퍼맨이 돌아왔다?, Superman è tornatoLR)                                                        | 12,9%    | 12,2%     |
| 14       | 19 dicembre 2015     | Geokjeong mar-a-yo geudae (걱정 말아요 그대?, Non temere, tesoroLR)                                                      | 15,1%    | 13,2%     |
| 15       | 25 dicembre 2015     | Sarang-gwa ujeong sa-i (사랑과 우정 사이?, Tra amore e amiciziaLR)                                                       | 15,2%    | 13,6%     |
| 16       | 26 dicembre 2015     | Insaeng-iran irony - 1 (인생이란 아이러니 - 1?, La vita è ironica - 1LR)                                                 | 15,4%    | 12,6%     |
| 17       | 8 gennaio 2016       | Insaeng-iran irony - 2 (인생이란 아이러니 - 2?, La vita è ironica - 2LR)                                                 | 15,5%    | 15,5%     |
| 18       | 9 gennaio 2016       | Goodbye cheotsarang (굿바이 첫사랑?, Addio, primo amoreLR)                                                               | 17,2%    | 16,2%     |
| 19       | 15 gennaio 2016      | Dangsin-eun choeseon-eul dahaetda (당신은 최선을 다했다?, Hai fatto del tuo meglioLR)                                    | 17,6%    | 17,9%     |
| 20       | 16 gennaio 2016      | Annyeong na-ui cheongchun goodbye Ssangmun-dong (안녕 나의 청춘 굿바이 쌍문동?, Addio, gioventù, addio, Ssangmun-dongLR) | 18,8%    | 18,4%     |
| Media    | Media                | Media | 12,427%  | 11,8%     |

## Colonna sonora
La colonna sonora è composta da cover di canzoni celebri in Corea.
1. Youth (청춘) (Rock Ver.) – Kim Feel
2. Youth (청춘) – Kim Feel feat. Kim Chang-wan
3. Don't Worry Dear (걱정말아요 그대) – Lee Juck
4. A Little Girl (소녀) – Oh Hyuk
5. Hyehwa-dong (or Ssangmun-dong) (혜화동 (혹은 쌍문동) – Park Bo-ram
6. All I Have to Give You is Love (네게 줄 수 있는건 오직 사랑뿐) – December
7. Violet Fragrance (보라빛향기) – Wable
8. Together (함께) – Noel
9. Everyday With You (매일 그대와) – Sojin (Girl's Day)
10. As Time Goes By (세월이 가면) – Kihyun
11. Let's Forget It (이젠 잊기로 해요 ) – Yeo-eun (Melody Day)
12. 기억날 그날이 와도 – NC.A

## Riconoscimenti
| Anno | Premio                   | Categoria                 | Ricevente        | Risultato       |
| ---- | ------------------------ | ------------------------- | ---------------- | --------------- |
| 2016 | Top Chinese Music Awards | Best International Artist | Park Bo-gum      | Vincitore/trice |
| 2016 | Paeksang Arts Awards     | Best Drama                | Eungdaphara 1988 | Candidato/a     |
| 2016 | Paeksang Arts Awards     | Best Director (TV)        | Shin Won-ho      | Vincitore/trice |
| 2016 | Paeksang Arts Awards     | Best Actress (TV)         | Ra Mi-ran        | Candidato/a     |
| 2016 | Paeksang Arts Awards     | Best New Actor (TV)       | Ryu Jun-yeol     | Vincitore/trice |
| 2016 | Paeksang Arts Awards     | Best New Actor (TV)       | Ahn Jae-hong     | Candidato/a     |
| 2016 | Paeksang Arts Awards     | Best New Actor (TV)       | Lee Dong-hwi     | Candidato/a     |
| 2016 | Paeksang Arts Awards     | Best New Actress (TV)     | Ryu Hye-young    | Candidato/a     |
| 2016 | Paeksang Arts Awards     | Best New Actress (TV)     | Hyeri            | Candidato/a     |
| 2016 | Paeksang Arts Awards     | Best Scripwriter (TV)     | Lee Woo-jung     | Candidato/a     |
| 2016 | Paeksang Arts Awards     | Most Popular Actor (TV)   | Park Bo-gum      | Candidato/a     |
| 2016 | Paeksang Arts Awards     | Most Popular Actor (TV)   | Ryu Jun-yeol     | Candidato/a     |
| 2016 | Paeksang Arts Awards     | Most Popular Actress (TV) | Hyeri            | Candidato/a     |
| 2016 | Paeksang Arts Awards     | Most Popular Actress (TV) | Ryu Hye-young    | Candidato/a     |
| 2016 | Paeksang Arts Awards     | Most Popular Actress (TV) | Ra Mi-ran        | Candidato/a     |

## Distribuzioni internazionali
| Paese     | Canale/i        | Prima TV                         | Titolo adottato |
| --------- | --------------- | -------------------------------- | --------------- |
| Singapore | HUB VV Drama    | 29 novembre 2015-31 gennaio 2016 | 請回答1988      |
| Hong Kong | Now TV          | 7 maggio-10 luglio 2016          | 請回答1988      |
| Hong Kong | Viu TV          | 25 luglio-13 settembre 2016      | 回答吧！1988    |
| Taiwan    | Videoland Drama | 15 agosto-16 settembre 2016      | 請回答1988      |
| Taiwan    | TTV             | 14 maggio-24 settembre 2017      | 請回答1988      |
| Malaysia  | 8TV             | 16 luglio 2016-21 gennaio 2017   | 請回答1988      |
| Filippine | TV5             | 21 settembre 2020-in corso       | Reply 1988      |